# Barda (Azerbaidjan)
Barda (àzeri: Bərdə; armeni: Պարտաւ, Partav; àrab: برذعة, Barḏaʿa; turc: Berde) és una petita ciutat d'uns 30.000 habitants capital d'un districte homònim de la República de l'Azerbaidjan. És una ciutat de l'Arran, a uns 20 km del Kura i a la vora del riu Terter (en armeni Trtu).
Suposadament construïda pels sassànides (rei Kubad 488-531), segons l'historiador al-Baladhurí. Efectivament se sap que vers el 518, per fer front a atacs dels huns, el rei de Pèrsia va fer fortificar la ciutat de Pertav, a l'Aghuània, que ja existia, i que aquesta va prendre el nom de Peroz-Kavadh, que no va conservar molt de temps. El nom podria venir del persa Bardahdar que vol dir ‘Lloc de captius'. Fou capital del regne d'Aghuània i seu dels patriarques d'Aghuània sota dependència del patriarcat d'Armènia. Fou conquerida pel general àrab musulmà Salman ibn Rabia al-Bahilí vers el 651, després d'una breu resistència.
Va formar part del govern d'Armènia o de l'Azerbaidjan o d'ambdós units durant el període dels omeies i dels abbàssides. Durant el califat d'Abd-al-Màlik ibn Marwan les seves muralles foren reconstruïdes i reformades per Abd-Al·lah ibn Hàtim i una mica més tard encara millorades per Muhàmmad ibn Marwan.
Hàrith ibn Amru fou enviat a Armènia el 723 per combatre els khàzars i va fixar la seva residència a Bardaa d'on va ocupar Bab al-Abwad on va derrotar els khàzars dirigits per Bardjik, fill del gran kan (Khan dels khàzars) i va ocupar Balandjar i Walandar, ciutats dominades per ells, arribant fins a Samandar, probablement Kizliyar al Terek, i llavors es va retirar a Bardaa.
El 729 Màslama ibn Abd-al-Màlik ibn Marwan fou nomenat governador d'Armènia i l'Azerbaidjan i va seguir residint a Bardaa. El 730 es va enfrontar amb els khàzars a Arbabil durant uns quants dies de novembre i desembre del 730, batalla que va perdre i en la qual va morir. Els khàzars van ocupar Azerbaidjan temporalment i varen atacar Bardaa. Marwan ibn Muhàmmad, governador d'Armènia vers el 732, va lluitar també contra els khàzars contra els que va dirigir una expedició el 737 amb el suport de la cavalleria armènia, i va arribar fins a Balandjar al nord de Derbent i van fer molt de botí que fou transportat a Bardaa.
El 813, enderrocat el califa al-Amín per son germà al-Mamun, aquest va enviar al seu lloctinent Tàhir ibn Muhàmmad a Armènia i es va establir a Bardaa. Les forces armènies de l'ostikan Ishaq ibn Sulayman (lleial a al-Amín) el van assetjar a Bardaa, però finalment les forces de l'ostikan van passar al bàndol d'al-Mamum i es va acabar la lluita. El 814 o 815 Bardaa fou atacada per l'emir qaysita de Manazkert Abd-al-Màlik ibn al-Djahap que es considerava el governador legítim d'Armènia (Bardaa era el feu dels partidaris d'Al-Mamun).
Nerseh, fill de Felip de Siunia Oriental, va vèncer el 821 al príncep d'aghuània Varaz Terdat (de la dinastia Mihrakan) a Morgog i després (828) va vèncer també a Esteve (fill de Varaz Terdat). La vídua de Varaz va casar la seva filla Sprham amb un príncep de Siunia de nom Aternerseh, de la Siunia Occidental, que va regnar després amb residència a Khatshen (al sud-oest de Bardaa).
Bogha al-Khabir, nomenat governador, es va establir a Bardaa el 852. El 855 va sotmetre als prínceps armenis de la regió i la vila de Shamkor, a la riba del Kura, que havia estat destruïda un temps abans pels khàzars, fou repoblada de musulmans, per formar amb Gandja i Bardaa la triada de ciutats que havien de vigilar l'Armènia oriental.
El 872 fou nomenat governador Issa ibn Xaykh ibn as-Salil, emir shaybànida de Diyar Bakr, i va enviar el seu lloctinent Muhàmmad al-Yamaní a Bardaa. Muhàmmad es va revoltar el 877 i es va fer amo de la ciutat i la rodalia. Durant un any Isa va tractar d'expulsar-lo de Bardaa sense èxit.
Vers el 900 el governador sàjida al-Afxín, que residia a Bardaa, hi va tenir com a ostatges els prínceps de Baspracània Gaguik (per sis mesos) i Gurguèn (per un any), deixats pel seu germà gran Sargis com a penyora de la seva submissió a l'emir. Vers el 901 Gurguèn (amb el seu company ostatge Shahpuh Amatuni) es va escapar de Bardaa i va tornar a Baspracània. Furiós, al-Afxín va atacar Baspracània, però va morir de pesta en tornar a Bardaa. La ciutat va arribar a la seva màxima esplendor en el segle x quan era tan gran com Rayy o Esfahan. El 943 fou conquerida pels russos de Kíev que van derrotar a l'emir musafírida de l'Azerbaidjan Mazurban ibn Muhàmmad i hi van romandre gairebé un any. Quan van arribar els russos ja estava en decadència doncs els alts impostos (imposats pels musafírides que afavorien la ciutat d'Arbela) havien fet marxar molts comerciants, i després de l'ocupació, amb el creixement de Gandja on regnaven els xaddàdides, la sortida es va fer més gran, i la decadència va ser més ràpida.
Al segle xi es va recuperar lleugerament i fou atacada per Bagrat IV de Geòrgia (vers 1066) cosa que va provocar les represàlies d'Alp Arslan (1068). Amb els turcs i mongols va perdre després la seva importància. El 1405 a la mort de Tamerlà, l'amir Bistam Jagir s'hi va establir amb ajut de Xaikh Ibrahim de Xirvan, però la seva residència habitual va ser Ardebil.